# Covasna (stad)
Covasna (Hongaars: Kovászna, Duits: Kowasna) is een stad in het district Covasna, in Transsylvanië in Roemenië. De stad ligt op een hoogte tussen de 550-600 m.
In 2011 had Covasna 10,114 inwoners waarvan ongeveer twee derde van Hongaarse afkomst is. De stad is onderdeel van de regio Szeklerland.
Covasna staat bekend om zijn minerale water, en wordt ook wel "de stad met 1000 minerale bronnen" genoemd.
De naam Covasna komt van het Slavische woord Cvaz, dat zuur betekent, en naar de smaak van het water genoemd is.

## Geschiedenis
Covasna werd in 1548 voor het eerst vermeld als Kowazna. In 1840 kreeg de plaats voor het eerst marktrechten. In de 18/19e eeuw werd de plaats geplaagd door stadsbranden, zowel in 1756, 1863, 1869, 1874 en in 1887 ging de stad in vlammen op. De oude Hongaars Gereformeerde Kerk werd tussen 1754 en 1764 gebouwd. De aardbeving van 1802 beschadigde het zo erg dat het gebouw moest worden gesloopt. De nederzetting is een wereldberoemd luchtkuuroord, een vakantieoord, en het beste bronwater van Transsylvanië is te vinden binnen de grenzen van de gemeente. De stad heeft bijna 1.500 bronnen  met verschillende samenstellingen. 
Het kuuroord ontstond in de jaren 1880, het kuurbedrijf werd opgericht in 1889 en het water van de Horgászkút uit Vajnafalva wordt sinds 1891 gebotteld. Covasna heeft verschillende koolzuurhoudende thermale baden en mofettas. De Pokolsár (Duivelsbron) op het centrale plein was een koolzuurzoute moddervulkaan die ontstond als gevolg van een voormalige vulkaanuitbarsting. Tegenwoordig is het nog steeds een rustig borrelende bron in een stenen bassin. Het werd ooit gebruikt als een koude spa. In de 19e eeuw werden verschillende vulkaanuitbarstingen geregistreerd. 
In 1910 waren van de 5.451 inwoners 4.154 Hongaren, 1.105 Roemenen, 92 Roethenen en 48 Duitsers. Tot het Verdrag van Trianon behoorde het tot het district Orbai van de provincie Háromszék binnen het Hongaarse deel van Oostenrijk-Hongarije. Tot 1876 was het zelfs de hoofdplaats van de Orbaiszék een autonoom Szekler gebied. 
Tussen 1939 en 1944 was de stad kort weer onderdeel van Hongarije om daarna voorgoed Roemeens te worden. In 1952 werd de plaats een stad volgens Roemeens recht.
In 2002 waren van de 11.369 inwoners 7.539 Hongaren, 3.673 Roemenen, 117 zigeuners en 10 Duitsers. Bij de volkstelling van 2011 werden ongeveer 10.000 inwoners geregistreerd, waarvan 6.368 Hongaren, 3.176 Roemenen, 307 zigeuners, 7 Duitsers en de rest van andere etniciteiten.